# Deo Tibba
Deo Tibba è una montagna dell'Himalaya occidentale situata nel distretto di Kullu dello stato Himachal Pradesh in India. Fa parte dei Monti Pir Panjal e raggiunge un'altezza di 6001 m.s.l.m..
Secondo la mitologia induista, il Deo Tibba è un luogo di riunione degli dei, da cui il nome Deo che significa "dei" e Tibba che significa "collina".
La cima è ricoperta da una cupola di ghiaccio, con la parte superiore piatta. L'ascesa è piuttosto difficile in quanto bisogna attraversare notevoli asperità del terreno e richiede l'uso di ramponi ed asce per ghiaccio.